# Paolo Mazza (trener)
Paolo Mazza (ur. 21 lipca 1901 w Vigarano Mainarda; zm. 31 grudnia 1981 w Ferrarze) – włoski piłkarz, grający na pozycji obrońcy lub pomocnika, trener piłkarski.

## Kariera piłkarska
Podczas swojej kariery piłkarza występował w drużynie Portuense.

## Kariera trenerska
W 1933 rozpoczął pracę trenerską w zespole Portuense. Potem prowadził kluby SPAL i Molinella. W 1946 roku został prezesem klubu piłkarskiego SPAL z Ferrari, wniósł znaczący wkład w rozwój infrastruktury klubowej. W dużej mierze dzięki pracy Mazziego, prowincjonalny zespół z Ferrari przedostał się do elitarnej Serie A na początku lat pięćdziesiątych, gdzie przetrwał ponad 10 lat. W 1962 wspólnie z Giovanni Ferrari stał na czele reprezentacji Włoch na mistrzostwach świata w 1962 w Chile.
Po jego śmierci stadion piłkarski Ferrary został nazwany jego imieniem w 1982 roku, a następnie, dla wielu chłopców w szkole założonej przez Mazzę, klub zaczął każdej wiosny organizować poświęcony mu turniej piłki nożnej.

## Sukcesy i odznaczenia

### Sukcesy trenerskie
SPAL/Ferrara
- wicemistrz Serie C: 1941/42 (A)
- 3.miejsce w Serie C: 1936/37 (A)